# Гері (Південна Дакота)
Гері (англ. Gary) — місто (англ. city) в США, в окрузі Дул штату Південна Дакота. Населення — 240 осіб (2020).

## Географія
Гері розташоване за координатами 44°47′42″ пн. ш. 96°27′28″ зх. д. / 44.79500° пн. ш. 96.45778° зх. д. (44.794879, -96.457696).  За даними Бюро перепису населення США в 2010 році місто мало площу 1,78 км², уся площа — суходіл. В 2017 році площа становила 1,94 км², уся площа — суходіл.

## Демографія
Згідно з переписом 2010 року, у місті мешкало 227 осіб у 120 домогосподарствах у складі 61 родини. Густота населення становила 127 осіб/км².  Було 153 помешкання (86/км²).
Расовий склад населення:
| - 96,9 % — білих - 1,8 % — корінних американців - 0,9 % — чорних або афроамериканців |

До двох чи більше рас належало 0,4 %. Частка іспаномовних становила 1,3 % від усіх жителів.
За віковим діапазоном населення розподілялося таким чином: 18,1 % — особи молодші 18 років, 55,9 % — особи у віці 18—64 років, 26,0 % — особи у віці 65 років та старші. Медіана віку мешканця становила 51,6 року. На 100 осіб жіночої статі у місті припадало 106,4 чоловіків;  на 100 жінок у віці від 18 років та старших — 97,9 чоловіків також старших 18 років.
Середній дохід на одне домашнє господарство  становив 37 430 доларів США (медіана — 35 313), а середній дохід на одну сім'ю — 49 882 долари (медіана — 41 875). За межею бідності перебувало 11,2 % осіб, у тому числі 2,7 % дітей у віці до 18 років та 12,0 % осіб у віці 65 років та старших.
Цивільне працевлаштоване населення становило 130 осіб. Основні галузі зайнятості: будівництво — 23,1 %, виробництво — 14,6 %, освіта, охорона здоров'я та соціальна допомога — 13,8 %.